# زيارة خاصة
برنامج زيارة خاصة يعرض على قناة الجزيرة الفضائية وبدأ انطلاقه عام 1999

## فكرة البرنامج
يهتم البرنامج بالشخصيات السياسية والاجتماعية كذلك بالأدباء، شعراء، فلاسفة وحتى شخصيات عادية لكنها أحدثت التغيير في مجتمع ما.

## ضيوف البرنامج
وقد قدم البرنامج شخصيات كثيرة مهم وبينها : 

### من لبنان
إلياس الهراوي، أمين الجميل، سليم الحص، وليد جنبلاط، ميشال عون، المطران جورج خضر، نبيه بري، الأسير المحرر ديغول أبو طاس.

### من اليمن
نواب الرئيس : سالم صالح، عبد المجيد الزنداني، رئيس مجلس النواب الشيخ عبد الله الأحمر....

### من المغرب
مستشارو الملك : عبد الهادي أبو طالب، عبد الهادي التازي، عبد الكريم الخطيب، فاطمة أوفقير....
- فاطنة البويه

### من الجزائر
اللواء خالد نزّار، السيدة أرملة الرئيس محمد بوضياف، المناضلة إيغيل أحريز، الكاتبة الونيسي.

### من السودان
وزير الخارجية مصطفى عثمان إسماعيل، وزير الخارجية ونائب الرئيس منصور خالد....

### من دبي
رجلا الأعمال البارزان وعاملا الخير جمعة الماجد وحسين سجواني،

### من مصر
الرئيس السابق صوفي أبو طالب الذي تولى مكان الرئيس أنور السادات بعد اغتياله، عبد الوهاب المسيري.،

### من الأردن
رؤساء حكومات ورؤساء المجلس النيابي ورؤساء الديوان الملكي منهم : طاهر المصري، عدنان أبو عودة، عبد اللطيف عربيات، من الكتاب العرب : نوال السعداوي، صنع الله إبراهيم، إلياس خوري، سميح القاسم، جمال الغيطاني، دومينيك إده...

### من فلسطين
البطريرك ميشال الصباح والمطران عطالله حنا، ليلى خالد، تيريز هلسه، حليمة فريتخ...... 

### وأيضا
من سوريا وتونس علي صدر الدين البيانوني، راشد الغنوشي (من زعماء الحركة الإسلامية....)، من كندا زعماء الهنود الحمر، من فرنسا أبرز المستشارين الرئاسيين والكتاب : جاك أتالي، جيل ميناج، جيل بيرو، زعيم الحركة اليمينية المتطرفة جان ماري لوبان، الأميرال جاك لانغكاسد قائد الجيوش البحرية الفرنسية. وغيرهم من الشخصيات الهامة.

## مقدم البرنامج
1999– 2011 سامي كليب صحافي لبناني متزوج من الإعلامية المتميزة في قناة الجزيرة لونا الشبل حاصل على ماجستير بالإعلام وفلسفة اللغة والخطاب السياسي من فرنسا ويشغل منصب رئيس تحرير في إذاعة فرنسا الدولية، كما أنه كان مديرا لمكتب صحيفة " السفير اللبنانية في باريس ولا يزال من أبرز كتابها.